# João Manuel da Costa Félix Oom
João Manuel da Costa Félix Oom (Lisboa, São Sebastião da Pedreira, 6 de Janeiro de 1938) é um escultor português.

## Família
Filho de Jorge César de Almeida Lima Oom, bisneto e sobrinho-trineto de Tomás Oom, e de sua mulher Manuela Irene Ferreira da Costa Félix.

## Biografia
Licenciado em Escultura pela Escola Superior de Belas-Artes de Lisboa, faz parte dos Corpos Gerentes da Sociedade Nacional de Belas Artes.
Está representado no Museu de Ovar, no Museu Municipal da Golegã, no Museu Escultor Martins Correia, no Museu Municipal de Mirandela Armando Teixeira Lopes, no Museu Municipal de Estremoz - Galeria e Desenho, no Museu Municipal de Montemor-o-Novo (Convento de São Francisco), no Museu do Parque dos Poetas em Oeiras, no Museu do Banco de Portugal, no Museu da Caixa Geral de Depósitos, no Museu do Patriarcado de Lisboa, na Igreja de Alcabideche, na Igreja de Camarate e na Igreja do Campo Grande, bem como em várias colecções particulares nacionais e estrangeiras e no ATL Alice Nabeiro em Campo Maior e no ATL de Maçãs de Dona Maria.
Tem variada e extensa bibliografia, sendo a mais recente O II Livro de Ouro da Arte Contemporânea em Portugal de Fernando Infante do Carmo, 2009.

## Casamentos e descendência
Casou primeira vez a 22 de Abril de 1965 com Maria Teresa do Casal Ribeiro Tavares (22 de Janeiro de 1944), filha de Fernando da Cruz Tavares e de sua mulher, de quem foi segundo marido, Maria Luísa de Moncada do Casal Ribeiro de Carvalho, sobrinha-neta de Luís Cabral de Oliveira Moncada, sobrinha-bisneta do 1.º Visconde de Chanceleiros, trineta do 1.º Barão de Chanceleiros e do 1.º Conde do Casal Ribeiro e tetraneta de João Crisóstomo de Abreu e Sousa, divorciados, de quem tem um filho e três filhas: 
- Paulo Tavares Oom (19 de Junho de 1966)
- Ana Sofia Tavares Oom (1967), Licenciada e professora de Educação Física pelo Instituto Superior de Educação Física,
- Mariana Tavares Oom (1970), Licenciada, Consultora Comercial da Agência para o Investimento e Comércio Externo de Portugal de Jakarta
- Marta Tavares Oom (1971), Educadora de Infância,

Casou segunda vez com Maria da Graça (Chuchu) Hart Newton da Fonseca (Ponta Delgada, São José, 28 de Junho de 1945), divorciada com geração de José Ginestal Miranda da Cruz (29 de Novembro de 1939) e filha de Rui Newton da Fonseca, Oficial da Armada, Almirante, e de sua mulher Minnie Correia de Lemos Hart, sem geração.